# Franz Goeschke
Franz Goeschke (en alemán Göschke) ( 1844 - 1912 ) fue un botánico , horticultor y docente alemán, que fue conferencista docente y director de la Escuela de Horticultura de Proskau.
Su padre, Gottlieb Göschke (1818-1898) fue también un notable horticultor.
Franz Göschke fue una autoridad en el cultivo de Fragaria × ananassa (fresas y frutillas). Se le acredita la creación de cerca de trrinta nuevas variedades de fresas, incluyendo la aún popular Erdbeere Königin Luise (fresa Reina Luise), que él introduce primero en 1905. Otras fueron: Roter Elefant, Panther, Zaratustra (1926), Osterfee (1917), y Amazonas.

## Algunas publicaciones
- Die rationelle Spargelzucht (Cultivo Racional de Asparagus). 1882
- Die Haselnuss, ihre Arten und ihre Kultur (Tipos y cultivares de Corylus avellana). 1885
- Das Buch der Erdbeeren (El Libro de Strawberries). 258 pp. 1874
- Der Hausgarten auf dem Lande (El Jardín en mis Tierras). 1899
- Einfassungspflanzen (Podando Plantas). 1900
- Einträgliche Spargelzucht (Cultivo Lucrativo de Asparagus). 1904

- La abreviatura «Goeschke» se emplea para indicar a Franz Goeschke como autoridad en la descripción y clasificación científica de los vegetales.[1]